# Університет Лойоли Меріленд
Університет Лойоли в Меріленді — це приватний єзуїтський університет у місті Балтимор штату Меріленд. Заснований як Лойольський коледж у Меріленді Джоном Ерлі та вісьмома іншими членами Товариства Ісуса у 1852 році, він є дев'ятим найстарішим єзуїтським коледжем у Сполучених Штатах і першим коледжем у США, який носить ім'я святого Ігнатія Лойоли, засновника Товариства Ісуса.
Основний кампус Лойоли розташований у Балтиморі й відрізняється готичною архітектурою в колегіальному стилі та пішохідним мостом через Чарльз-стріт. Університет академічно поділений на три школи: Лойольський коледж мистецтв і наук, Лойольська школа освіти та Бізнес-школа імені Селлінгера. Наразі університет керує Клінічним центром у Belvedere Square в Балтиморі. Раніше Лойола мала аспірантські центри в Тімоніумі (закрито у травні 2024 року) та Коламбії, штат Меріленд (закрито у серпні 2023 року).
Студентське товариство налічує приблизно 4,000 студентів бакалаврату та 1,900 аспірантів, які представляють 39 штатів США та 44 країни світу. 84% студентів бакалаврату проживають на території кампусу. Середній розмір класу становить 20 осіб, а співвідношення студентів до викладачів – 12:1. Близько 73% студентів отримують фінансову допомогу. На кампусі діють різноманітні студентські організації, зокрема Асоціація студентів Латинської Америки та Іспанії (ALAS) і студентська газета Greyhound. Окрім цього, функціонує студентське онлайн-видання The Rival, яке публікує матеріали, що включають думки, коментарі та сатиру в трьох основних розділах: «Кампус», «Культура» та «Актуальне».
Відомі випускники включають Тома Кленсі, автора багатьох відомих книг, таких як «Полювання за Червоний Жовтнем», та Марка Боудена, автора «Падіння Чорного Яструба». Спортивні команди Лойоли носять прізвисько «Грейхаунди» і найбільш відомі своїми постійно рейтинговими чоловічими та жіночими командами з лакросу. Найбільшим суперником чоловічої команди з лакросу є сусідній Університет Джонса Хопкінса. Щорічні матчі з лакросу між цими двома закладами відомі як «Битва на Чарльз-стріт». Кольори школи — зелений і сірий.

## Історія

### заснування

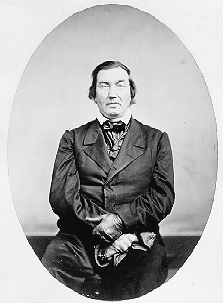
John_Early_(educator), засновник Лойоли.

Лойольський коледж у Меріленді був заснований у 1852 році Джоном Ерлі та вісьмома іншими членами Товариства Ісуса («єзуїтами») і став першим коледжем у Сполучених Штатах, який отримав ім’я святого Ігнатія Лойоли. Лойольський коледж у Меріленді є дев’ятим найстарішим серед 27 єзуїтських коледжів та університетів країни.
Перший кампус коледжу розташовувався у двох великих будинках на Голлідей-стріт між Іст-Лексінгтон-стріт (тоді називалася Ориндж-Еллі) та Іст-Фейєтт-стріт у центрі Балтимора. Через три роки, у 1855 році, Лойола переїхала в новозбудовану будівлю на Норт-Келверт-стріт між Іст-Моньюмент-стріт та Іст-Медісон-стріт, поруч із новозбудованою церквою святого Ігнатія в історичному районі Маунт-Вернон-Белвідер міста. У 1922 році коледж переїхав на свій нинішній кампус «Евергрін» на Норт-Чарльз-стріт на півночі Балтимора. Вечірні заняття розпочалися в 1942 році.

### Розширення

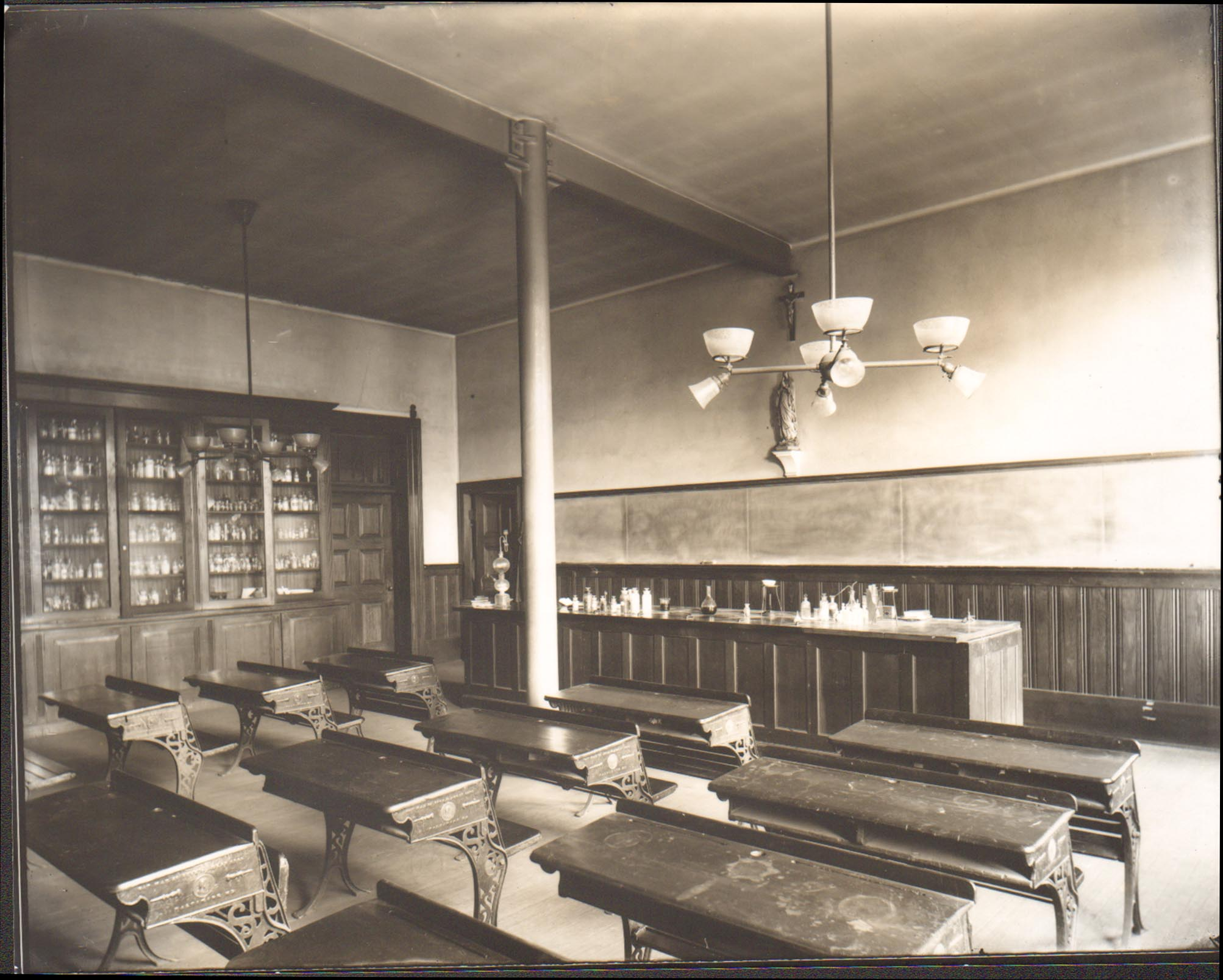
Хімічна лабораторія

На початку 1930-х років середня школа переїхала до сусіднього Товсона, на північ від Балтимора. У 1949 році коледж створив відділення для випускників з освіти, додавши програму отримання ступеня з управління бізнесом у 1968 році, програму для випускників з патології мовлення у 1971 році та фінансів у 1973 році. Сьогодні перелік програм для випускників розширився й охоплює психологію, сучасні дослідження, пасторське консультування, інформатику та інженерію програмного забезпечення.
Лойола стала навчальним закладом для чоловіків і жінок у 1971 році після об'єднання з Коледжем Маунт-Сент-Агнес, сусіднім жіночим коледжем, який закрився через фінансові труднощі. Того ж року Рада керівників коледжу обрала свого першого світського голову.
Відтоді Лойола перетворилася з невеликого коледжу для приїжджих на резидентський коледж із чисельністю студентів понад 4 000 осіб. У 1981 році Лойола заснувала окрему бізнес-школу: Бізнес-школу імені преподобного Джозефа А. Селлінгера молодшого. Школа розширилася географічно завдяки двом аспірантським центрам у Тімоніумі та Колумбії, штат Меріленд.

### Зміна позначення

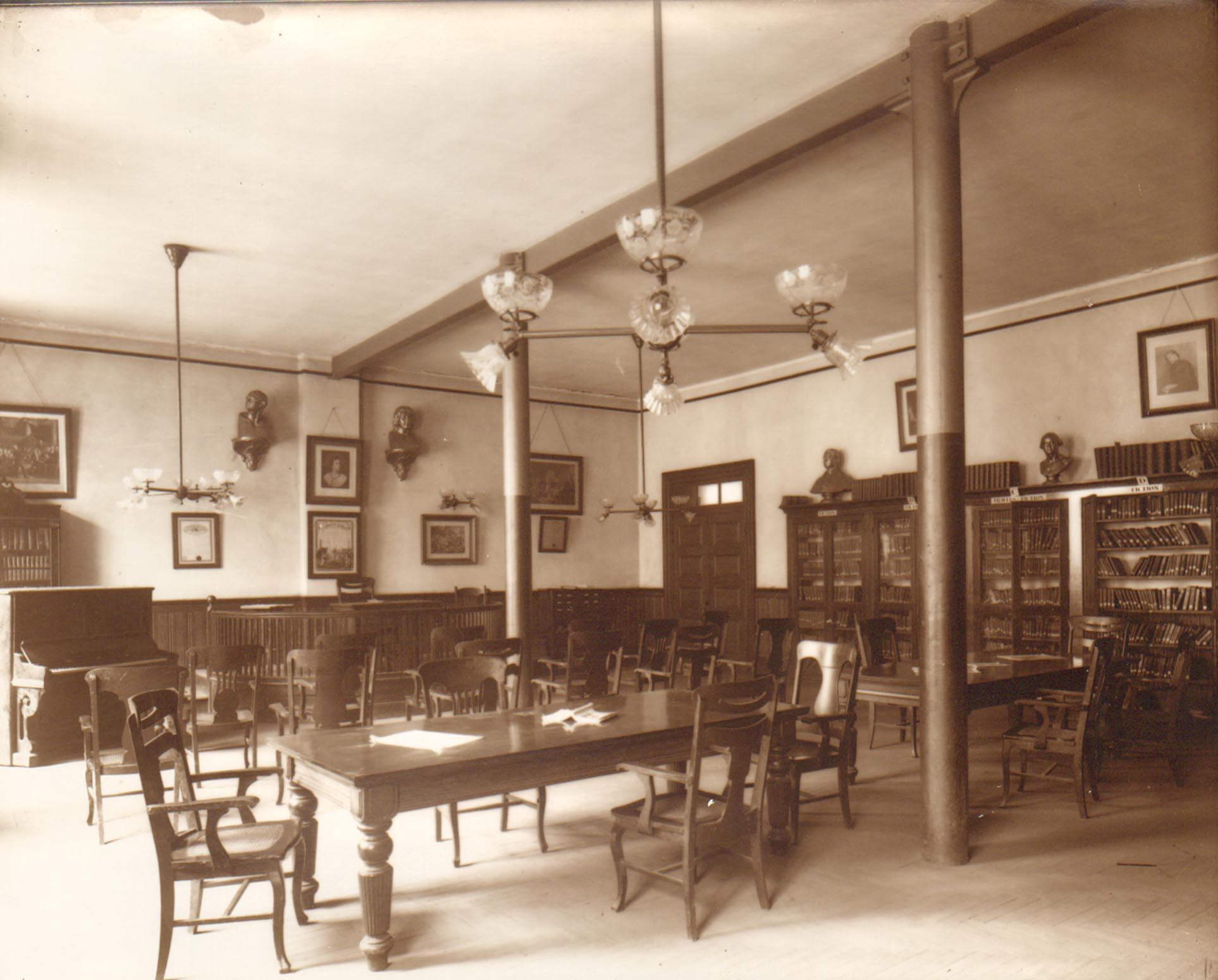
Студентська бібліотека

Виконавчий комітет Ради керівників коледжу 20 серпня 2008 року оголосив про своє рішення змінити назву навчального закладу на Лойольський університет Меріленду. Запит був схвалений Комісією вищої освіти штату Меріленд 25 березня 2009 року, а зміна офіційно набула чинності п'ять місяців потому, 19 серпня. Преподобний Брайан Ф. Лінн, з Товариство Ісуса, президент університету, заявив, що назва «коледж» більше не відповідає навчальному закладу, і що різноманіття академічних галузей, зокрема з програмами для випускників, краще відображено в новій назві.

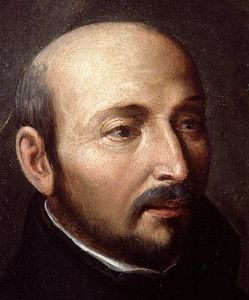
Ігнатій Лойола

Товариство Ісуса заснувало Лойольський університет Меріленду відповідно до традицій святого Ігнатія Лойоли. Товариство Ісуса, і, отже, Лойола, працює за принципом Ad maiorem Dei gloriam (AMDG), що означає «на більшу славу Божу». Цей принцип є основою єзуїтської філософії, яка нагадує студентам, що їхня освіта має бути спрямована на благо людства та поклоніння Богу. Основний принцип освіти в Лойолі — це cura personalis, тобто всебічний розвиток особистості, що відповідає кінцевій меті AMDG. Широка база знань, підкріплена сильною гуманітарною освітою, готує єзуїтських студентів до виконання цього завдання.
Згідно з цим принципом, студенти Лойоли повинні завершити основну навчальну програму, яка включає курси з англійської мови, філософії, теології, етики, історії, мистецтва, іноземних мов, математики, природничих і соціальних наук. Хоча Лойола заохочує плюралізм, її релігійна спадщина зберігається та культивується шляхом спонукання студентів і викладачів дотримуватись основних цінностей Товариства Ісуса.
У 1950 році, після прийняття Чарльза Генрі Дорсі-молодшого, Лойола була нагороджена премією Сідні Холландера за внесок у встановлення цивільних і політичних прав афроамериканців у штаті Меріленд.

### Ендаумент
Основна фінансова мета фонду Лойоли — забезпечити підтримку діяльності та програм університету як зараз, так і в майбутньому. Фонд складається з приблизно 300 індивідуальних фондів, створених для різних цілей, включаючи фонди з обмеженнями від донорів і фонди, призначені Радою керівників для функціонування як фонди. Станом на 31 травня 2018 року загальні активи фонду становили 228,2 мільйона доларів США.
Капітальні кампанії допомогли зміцнити фонд Лойоли. Остання кампанія Bright Minds, Bold Hearts перевищила 100 мільйонів доларів. Кампанія, яка завершилася в травні 2018 року, додала понад 54 мільйони доларів до фонду університету, створила 115 нових стипендій, збільшила фінансування 55 існуючих стипендій, покращила спортивні споруди та посилила академічний досвід Лойоли, включаючи програми досліджень миру і справедливості, глобальних досліджень та міждисциплінарну програму Messina для першокурсників.

## Академіки
1. Steiner, Bernard Christian[en] (2004). The History of University Education in Maryland. Whitefish, MT: Kessinger Publishing. ISBN 978-1977517500.
2. As of June 30, 2020. U.S. and Canadian Institutions Listed by Fiscal Year 2020 Endowment Market Value and Change in Endowment Market Value from FY19 to FY20 (Report). National Association of College and University Business Officers and TIAA. February 19, 2021. Retrieved February 20, 2021.
3. "Terrence M. Sawyer, J.D. Named 25th President". Loyola.edu. Retrieved November 8, 2021.
4. "Common Data Set 2015-2016". Loyola University Maryland.
5. "Color – Brand Guidelines – Loyola University Maryland". Retrieved September 25, 2023.
6. "Loyola College in Maryland: This Jesuit Institution has a strong Liberal Arts Tradition". The Morning Call. Retrieved October 21, 2008. [dead link]
7. Preston, Mike (May 3, 2006). "Loyola on Bubble as Hopkins Pops In". Baltimore Sun. Retrieved October 21, 2008.
8. "Loyola Men's Basketball 2011–12 Information Guide – Loyola University Maryland Athletics" Grfx.cstv.xom. Retrieved November 8, 2021.
9. "University Profile - Loyola University Maryland". Loyola.edu. Retrieved October 24, 2017.
10. ""Loyola to adopt 'university' designation," Loyola College in Maryland, Wednesday, August 20, 2008". Loyola.edu. August 15, 2009. Archived from the original on June 6, 2010. Retrieved October 28, 2009.
11. "Designation change to be observed after start of fall semester". loyola.edu. Loyola College in Maryland. Retrieved September 17, 2008.
12. "Loyola College in Maryland \\ About Loyola". Loyola.edu. Archived from the original on September 8, 2009. Retrieved October 28, 2009.
13. "Sidney Hollander Collection 1926-1972, MS. 2044 | Maryland Historical Society". Mdhs.org. Retrieved October 24, 2017.
14. "Advancement - Loyola University Maryland". Loyola.edu. Retrieved January 29, 2019.
15. "2024 Master's Universities Rankings". Washington Monthly[en]. August 25, 2024. Retrieved August 29, 2024.
16. "2024-2025 Best Regional Universities Rankings". U.S. News & World Report. September 23, 2024. Retrieved November 22, 2024.
17. "America's Top Colleges 2024". Forbes. September 6, 2024. Retrieved September 10, 2024.
18. "2025 Best Colleges in the U.S." The Wall Street Journal/College Pulse. September 4, 2024. Retrieved September 6, 2024.
19. Loyola University Maryland – U.S. News & World Report.
20. "College of Arts and Sciences - Liberal Arts Studies - Loyola University Maryland". Loyola.edu. Retrieved October 24, 2017.
21. "Sellinger History". Loyola.edu. Archived from the original on May 28, 2010. Retrieved October 28, 2009.
22. "Graduate Admission - Academics & Programs - Loyola University Maryland". Loyola.edu. Retrieved October 24, 2017.
23. "Loyola College in Maryland - Best Colleges - Education - U.S. News & World Report". Colleges.usnews.rankingsandreviews.com. August 19, 2009. Archived from the original on March 8, 2009. Retrieved October 28, 2009.
24. "Loyola - Undergraduate Studies". Admissions.loyola.edu. Archived from the original on June 7, 2009. Retrieved October 28, 2009.
25. "Virtual Tour - Admission - Loyola University Maryland". Loyola.edu. Retrieved November 8, 2021.
26. "Sustainability Management Major". Loyola.edu.
27. "Archived copy".Archived from the original (PDF) on July 24, 2011. Retrieved October 13, 2008.
28. "Clubs and Organizations - Loyola University Maryland". Loyola.edu. Retrieved October 24, 2017.
29. "Best Colleges - Education - U.S. News & World Report". Colleges.usnews.rankingsandreviews.com. August 19, 2009. Archived from the original on March 15, 2009. Retrieved October 28, 2009.
30. "Academics - All Schools & Programs - Loyola University Maryland". Loyola.edu. Retrieved October 24, 2017.
31. "The Greyhound". Loyolagreyhound.com. March 19, 2002. Archived from the original on January 7, 2016. Retrieved March 8, 2010.
32. "The Greyhound". Loyolagreyhound.com. January 30, 2007. Archived from the original on February 10, 2016. Retrieved March 8, 2010.
33. "The Greyhound". Loyolagreyhound.com. April 26, 2005. Archived from the original on September 9, 2006. Retrieved March 8, 2010.
34. "The Greyhound". Loyolagreyhound.com. April 27, 2004. Archived from the original on February 10, 2016. Retrieved March 8, 2010.
35. "The Greyhound". Loyolagreyhound.com. April 28, 2009. Archived from the original on January 14, 2010. Retrieved March 8, 2010.
36. "Student Activities - Loyola University Maryland". Loyola.edu. Retrieved October 24, 2017.
37. Garrity, Isabelle; Zuhowski, Emily. "BSA Fashion Show". Loyola.edu. Retrieved June 25, 2019.
38. "Loyola College in Maryland - News". Loyola.edu. February 25, 2008. Archived from the original on June 13, 2010. Retrieved October 28, 2009.
39. "Brochure, Center for Community Service and Justice". Margaret Zivkovich.
40. "US News 2015". Colleges.usnews.rankingsandreviews.com. Retrieved May 26, 2016.
41. "York Road Partnership". York Road Partnership.
42. "Experience: Baltimore! - Pre-Fall Program - Orientation - Loyola University Maryland". Loyola.edu. Retrieved October 24, 2017.
43. "Loyola Accepts Invitation To Join Patriot League In 2013". Loyola University Maryland Athletics. August 29, 2012. Retrieved November 8, 2021.
44. "Loyola College (Maryland)" (PDF). National Collegiate Athletic Association. Retrieved October 11, 2008.
45. "The year in American Soccer - 1976". sover.net. Archived from the original on May 20, 2009. Retrieved November 2, 2008.
46. Loyola athlete charting course for Paralympics - baltimoresun.com Archived July 24, 2008, at the Wayback Machine, Baltimoresun.com. Retrieved on November 2, 2008
47. "The Starting Block: Olympic Qualifier Katie Hoff to coach at Loyola this Fall". Thestartingblock.blogspot.com. July 6, 2008. Retrieved October 28, 2009.
48. "Hoff 'super-motivated' about leaving Baltimore". Baltimoresun.com. August 20, 2009. Retrieved October 28, 2009.
49. "2009-2010 Roster". Retrieved March 22, 2010.
50. "Dr. Kelly DeVries". loyola.edu. Archived from the original on November 27, 2010. Retrieved January 27, 2010.
51. "Karson Institute for Race, Peace & Social Justice partners with The Baltimore Sun to host a Black History Month series". Baltimore Sun. February 3, 2022. Retrieved June 12, 2022.

Основа освіти в Лойолі — це широка навчальна програма, яка охоплює базові знання та концепції в гуманітарних науках, математиці, природничих і соціальних науках. Метою є збалансування загальної освіти та спеціалізованого навчання за фахом. Ступені бакалавра присуджуються у трьох школах: Лойольський коледж, Школа освіти та Бізнес-школа імені Джозефа А. Селлінгера. Університет працює за семестровою системою.

### Коледж Лойоли
Після перейменування університету 19 серпня 2009 року Коледж мистецтв і наук отримав назву Лойольський коледж. Він пропонує ступені з біології, хімії, класичних досліджень, комунікацій, порівняльних культур, комп'ютерних наук, економіки, освіти, інженерних наук, англійської мови, образотворчих мистецтв, французької, німецької мов, глобальних досліджень, історії, філософії, політичних наук, програми підготовки до медицини, психології, соціології, іспанської мови, теології, судових досліджень та письменництва.

### Школа бізнесу та менеджменту Селінгера

Школа Селінгера.

Бізнес-школа Селлінгера пропонує ступені з бухгалтерського обліку, економіки, фінансів, міжнародного бізнесу, управління та маркетингу. У 1984 році бізнес-школа офіційно отримала ім'я преподобного Джозефа А. Селлінгера. Усі програми були акредитовані Асоціацією з розвитку університетських шкіл бізнесу (AACSB) у 1988 році. Лойола є єдиним приватним заклад

### Школа освіти
З 1946 року факультет освіти був однією з ключових академічних складових Лойоли. Після зміни назви у 2009 році президент Ліннан оголосив про відкриття Школи освіти, першим деканом якої став Пітер С. Мюррел-молодший. Школа офіційно відкрилася 14 жовтня 2009 року. Зараз вона пропонує програми бакалаврату за спеціальністю початкова освіта та мінори з середньої освіти й спеціальної освіти. Магістратура школи пропонує ступені магістра мистецтв (M.A.), магістра мистецтв у викладанні (MAT), магістра освіти (M.Ed.), сертифікат підвищеної кваліфікації в галузі управління школою (C.S.M.) та сертифікат підвищеної кваліфікації в галузі освіти (CASE).

### Прийом
Більше 10 000 студентів щорічно подають заявки на вступ, при цьому місць для першокурсників близько 1 000. Клас 2013 року був останнім, для якого був обов’язковий SAT. Зараз приймальна комісія почала чотирирічну пілотну програму, яка робить подання стандартних тестів необов'язковим.

## Кампус

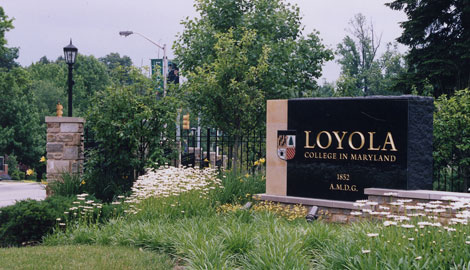
Вступ до Університету Лойоли в Меріленді

Кампус "Евергрін" Лойоли займає площу 79 акрів (320 000 м²) вздовж Чарльз-стріт на півночі Балтимора. Крім того, Лойола має два сателітних кампуси в Тімоніумі та Колумбії для проведення занять для випускників. Університет також володіє 20 акрами (81 000 м²) у горах західного Меріленду, які використовуються для центру відпочинку Rising Phoenix Retreat Center. Лойольські клінічні центри розташовані недалеко від основного кампусу, у Belvedere Square. Клінічні центри пропонують громаді широкий спектр послуг, що стосуються освітніх, мовних та психологічних проблем.
На західній стороні квадра на кампусі "Евергрін" розташована Меморіальна каплиця Альма Матер. Офіційно освячена 15 вересня 1952 року, каплиця має готичні архітектурні риси з великими вітражами та довгим вузьким нефом, орієнтованим уздовж осі схід-захід. Над фасадом стоїть статуя Альма Матер, Королеви Миру.
На східній стороні квадра, в центрі кампусу, знаходиться Гуманітарний центр у стилі Тюдор, спочатку побудований родиною Гаррет у 1895 році як весільний подарунок для однієї з їхніх дітей. На жаль, дитина померла під час поїздки до Англії, і будинок став реабілітаційним центром для чоловіків, осліплених під час війни. У 1921 році єзуїти Лойоли придбали маєток Гарретів і поступово перенесли коледж зі свого місця на Келверт-стріт. Особняк спочатку використовувався для занять, але потім став резиденцією єзуїтів. У 1955 році він сильно постраждав від пожежі й після реставрації був перетворений на офіси. Сьогодні Гуманітарний центр розміщує 16 відділів, включаючи приймальну комісію, відділи зв’язків із випускниками та філософії, теології та історії.
На північній стороні квадра розташована Бізнес-школа Селлінгера, яка відкрилася в січні 2000 року. Будівля площею 50 000 квадратних футів (4 600 м²) має сучасний стиль із іспанськими впливами, включаючи п’ятиярусний скляний фасад, відкритий атріум і чотириповерхову скляну вежу.
На південній стороні квадра розташовані Бітті-холл та Дженкінс-холл. Ці будівлі раніше використовувалися як аудиторії, а на їхній архітектурі сильно позначився готичний та едвардіанський стилі.

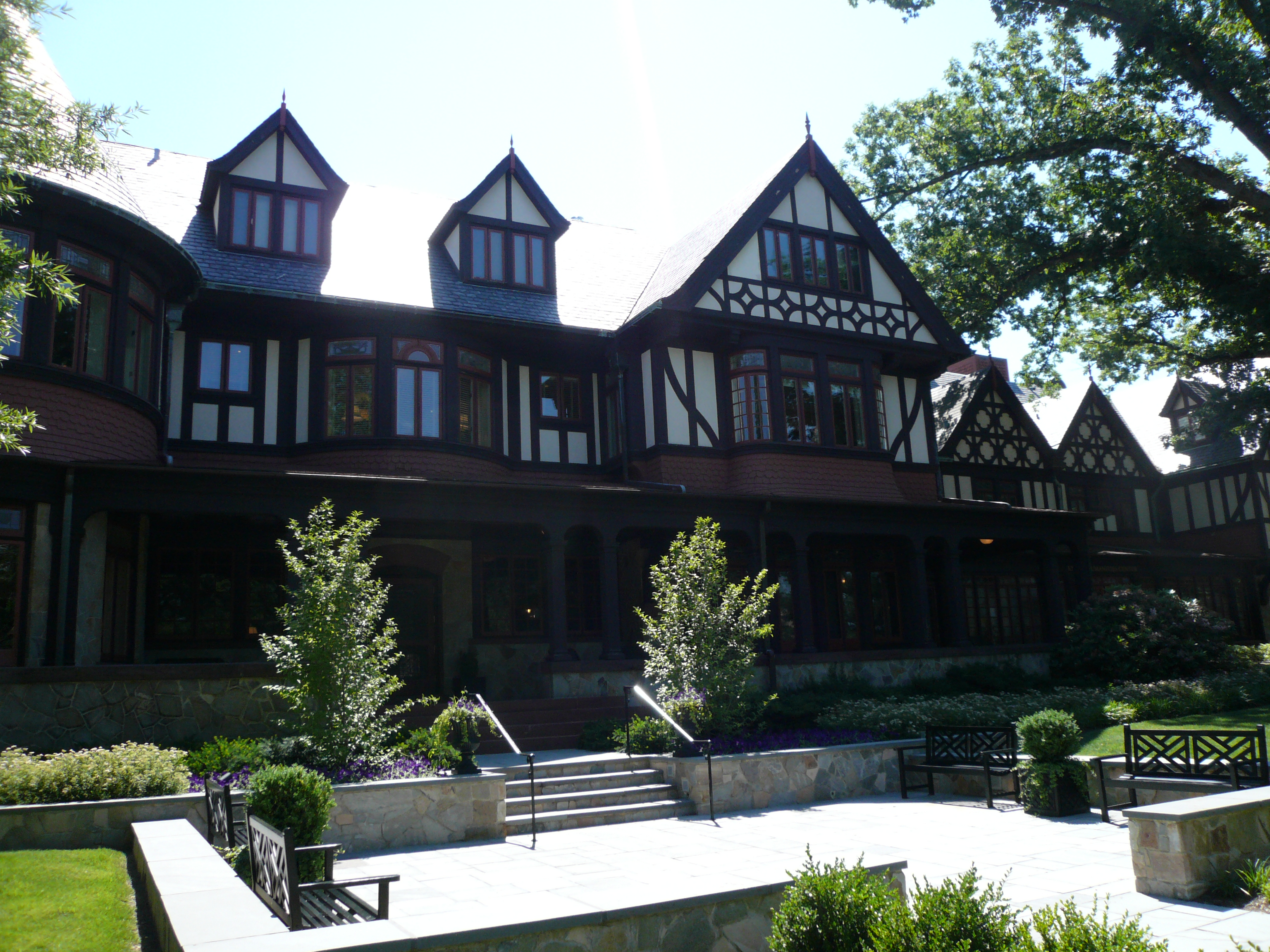
Гуманітарний центр

На південному заході квадра знаходиться Науковий центр Доннеллі. Спочатку він був спроєктований відомим балтиморським архітектором Дж. Прентісом Брауном і побудований у 1978 році. У 2011 році будівля отримала розширення, яке включало нові лабораторії.
Гуртожитки для студентів розташовані на захід від головного кампусу та з’єднані пішохідним мостом Лойоли через Чарльз-стріт. Більшість гуртожитків Лойоли — це викуплені багатоквартирні будинки, включаючи Ньюман-Тауерс, Кампіон-Тауер та Сетон-Корт. Далі на північ по Чарльз-стріт розташований Фітнес-центр та Аквацентр, який відкрився восени 2000 року і має тренажерний зал площею 6 000 квадратних футів (560 м²) з біговими доріжками, велосипедами, еліптичними тренажерами, вільними вагами та іншими тренажерами. Аквацентр Мангіоне має восьмисмуговий 25-ярдовий басейн, дрібну смугу, зону для дайвінгу та сауну. 30-футова (9,1 м) стіна для скелелазіння призначена для спортсменів усіх рівнів.
Фітнес-центр та аквацентр Лойоли (FAC) також має двозальний спортзал, який використовується для клубних видів спорту, внутрішньоуніверситетських змагань та неформального відпочинку. Багатофункціональний зал має покриття, ідеальне для гри в мініфутбол, волейбол та інші спортивні ігри. Центр також включає підняту доріжку для ходьби або бігу, два студійні зали для групових занять, Центр пригод на природі, класні кімнати та конференц-зали, кімнати для зберігання обладнання, роздягальні, чотири корти для гри в ракетбол, два сквош-корти та відкритий трав'яний майданчик.
Лойола спільно з Університетом Нотр-Дам Меріленду (раніше Коледж Нотр-Дам Меріленду) використовує бібліотеку Лойоли-Нотр-Дам, розташовану між двома закладами, яка має площу 100 000 квадратних футів (9 300 м²). Бібліотека містить інтерактивні навчальні та аудиторні простори, виставковий зал і кураторське приміщення для спеціальних колекцій, розширені зони для зберігання друкованих видань з гуманітарних наук, кафе, повністю обладнане для роботи з голосовими, відео- та цифровими даними, п'ять сучасних семінарських залів, цифрову студію для співпраці студентів і викладачів, медіацентр із 96-місцевим аудиторіумом і 24-місцевий бібліографічний клас, повністю оснащений технологіями.

### Стійкість
Університет найняв координатора зі сталого розвитку на повну ставку, який допомагає і консультує комітет зі сталого розвитку для просування екологічної стійкості в кампусі. У 2008 році в літній період були встановлені дві сонячні панелі на даху, а один із гуртожитків оснащений переробленими металевими балками, зеленою покрівлею та геотермальною системою опалення та охолодження. Студентський клуб Environmental Action працює над просуванням екологічного менеджменту та стійкості в кампусі. У 2020 році університет почав пропонувати спеціальність "Менеджмент сталого розвитку", першу в штаті Меріленд. Студенти також організували Клуб менеджменту сталого розвитку Лойоли.

## Студентське життя
Станом на 2008 рік студентський контингент Лойоли налічував 3 580 осіб. Расова різноманітність серед студентів виглядала так: 85,0% білі, 2,7% азіати, 5,1% афроамериканці та 3,4% латиноамериканці. 98% першокурсників та 81% усіх студентів бакалаврату проживають у кампусі.
Лойола пропонує понад 150 клубів та організацій для різних інтересів. Університет має телевізійний канал WLOY TV та радіостанцію WLOY на частоті 1620 кГц AM. Студентське видання Лойоли — це газета The Greyhound. Лойола також щороку проводить акцію Relay For Life, зібравши 150 000 доларів у 2007 році. Центр студентських послуг ALANA (для афроамериканських, латиноамериканських, азіатських та корінних американських студентів) пропонує широкий спектр заходів для сприяння академічному, культурному, особистісному, духовному та лідерському розвитку студентів ALANA, а також створення та підтримки середовища взаємної поваги та обізнаності.
Програма ROTC Лойоли є вибірковим курсом, який студенти проходять разом з обов’язковими навчальними предметами. Студенти проходять одне заняття і одну лабораторну роботу щотижня, а також три рази на тиждень фізичну підготовку. Курси охоплюють все — від структури армії до військових операцій і тактики. Після завершення програми курсанти отримують звання офіцерів армії США. Вони повинні відслужити певний період у регулярній армії, армійському резерві або Національній гвардії. З моменту свого створення в 1952 році програма ROTC Лойоли підготувала понад 1 100 офіцерів. Програма ROTC Лойоли має партнерство з Університетом Таусона, Університетом Нотр-Дам Меріленду та Коледжем Гоучер.
65% студентів бакалаврату Лойоли навчаються за кордоном під час третього курсу. Студенти можуть вибирати з 21 програми, обміну або співпраці в 16 країнах.
- Програми, спонсоровані Лойолою, включають Алкала, Іспанія; Окленд, Нова Зеландія; Бангкок, Таїланд; Пекін, Китай; Корк, Ірландія; Левен, Бельгія; Копенгаген, Данія; Мельбурн, Австралія; Ньюкасл, Англія; Париж, Франція; і Рим, Італія.
- Програми доступні для всіх спеціальностей, і студенти мають можливість відвідувати один семестр або цілий рік. Деякі програми викладаються англійською мовою, деякі – рідною мовою, а деякі – поєднанням обох.
- Вісімдесят один відсоток студентів Лойоли навчаються за кордоном, що ставить її на 10 місце в списку «Більшість студентів, які навчаються за кордоном» US News & World Report ' [11] [12]

### Традиції
- Лойолапалуза: щовесни SGA проводить фестиваль на квадроциклі, який включає карнавальні атракціони, їжу та музичні виступи. У минулі роки були The Samples, [13] Guster, [14] Straylight Run & Chris Carrabba, [15] Gavin DeGraw, [16] State Radio та Citizen Cope . [17]
- Bull & Oyster Roast: щорічний захід для випускників, який обслуговує всі класи як зустріч на кампусі для всіх випускників Loyola. Подія зазвичай відбувається в перші тижні весняного семестру та включає їжу, живу музику та танці.
- Битва на Чарльз-стріт: щорічний чоловічий матч з лакросу проти іншого балтиморського суперника, Блю Джейс з Університету Джона Гопкінса.
- Опівнічний сніданок: це традиція вихідних, коли з опівночі до 2 години ночі сніданок подається безкоштовно для всіх студентів. Це дає студентам можливість зустрітися в кафе Boulder Garden для вечірніх заходів.
- Milestone Reunion: Випускники та їхні родини повертаються до кампусу на Milestone Reunion кожні п’ять років після випуску, щоб відновити зв’язок, згадати та знову пережити свої дні на Evergreen. Зустріч відбувається щороку в перші вихідні червня. Випускники, які святкують своє 50-річчя возз'єднання, запрошуються на спеціальну церемонію та танцювальну вечерю, щоб представити їх як Золотих Хортів.
- Chordbusters: концерт двічі на рік, де чоловічі та жіночі акапельні колективи виконують набір пісень. Концерт відбувається щороку наприкінці кожного семестру і містить комедійну сценку від кожної групи та їх аранжування пісень. Чоловіча група називається The Chimes, а жіноча – The Belles. [18]
- Показ мод Асоціації темношкірих студентів (BSA): одновечірній показ мод під керівництвом студентів. Шоу спрямоване на популяризацію та відзначення різноманітності, де воно зосереджено на одній темі, щоб зосередитися на кольорових людях. [19]

### Активізм
Студенти Лойоли активно займаються адвокацією та збором коштів як на локальному, так і на загальнонаціональному рівні. Найбільшим щорічним заходом є Relay For Life, загальнонаціональна благодійна програма зі збору коштів на дослідження раку. Університет Лойола зробив найбільший внесок у 2006 і 2007 роках.

## Центр громадського користування та правосуддя
Більше половини студентів брали участь у громадських волонтерських програмах під час навчання в Лойолі. Центр громадських послуг і справедливості сприяє реалізації єзуїтської місії університету через організацію подій і можливостей для волонтерства, які доповнюють навчальну програму та залучають студентів до різноманітних волонтерських ініціатив. Центр пропонує близько 40 постійних програм громадських послуг, понад 15 одноразових можливостей протягом року та кілька програм занурення. Студенти також можуть взяти участь у навчанні через волонтерську діяльність, що поєднує громадську службу з академічними курсами. У 2015 році за версією US News Лойола увійшла до числа 25 найкращих коледжів та університетів за програмами навчання через волонтерську діяльність.
Центр громадських послуг і справедливості бере участь у багатьох заходах. Деякі приклади включають Центр Beans and Bread, де щодня харчуються близько 300 бідних жителів Балтимора. Лойола надає продукти та допомогу один раз на місяць. Центр зайнятості Our Daily Bread надає їжу, навчання грамоті, загальну освіту, допомогу в працевлаштуванні та реабілітації від залежності. Волонтери з Лойоли допомагають у програмах харчування по суботах. Заходи з підвищення обізнаності щодо імміграції та адвокації включають обговорення та адвокаційні заходи на теми, такі як права мігрантів, торгівля людьми та ситуація з нелегальними працівниками. York Road Community Days залучає студентів до покращення міського ландшафту та співпраці з місцевими церквами та школами. Програма підвищення обізнаності в освіті молоді включає можливості волонтерства та адвокації, виступи спікерів і панельні дискусії щодо системних проблем, які впливають на школи та молодь у Балтиморі.
Під час весняних канікул студенти можуть взяти участь у таких заходах, як Spring Break Outreach, Encounter El Salvador — програма, де студенти живуть із сільською родиною в Сальвадорі протягом тижня, а також Experience: Baltimore, яка відбувається в кінці серпня та знайомить студентів із різними районами міста та соціально-економічними проблемами Балтимора через волонтерські заходи та спілкування з місцевими жителями.

## Легка атлетика

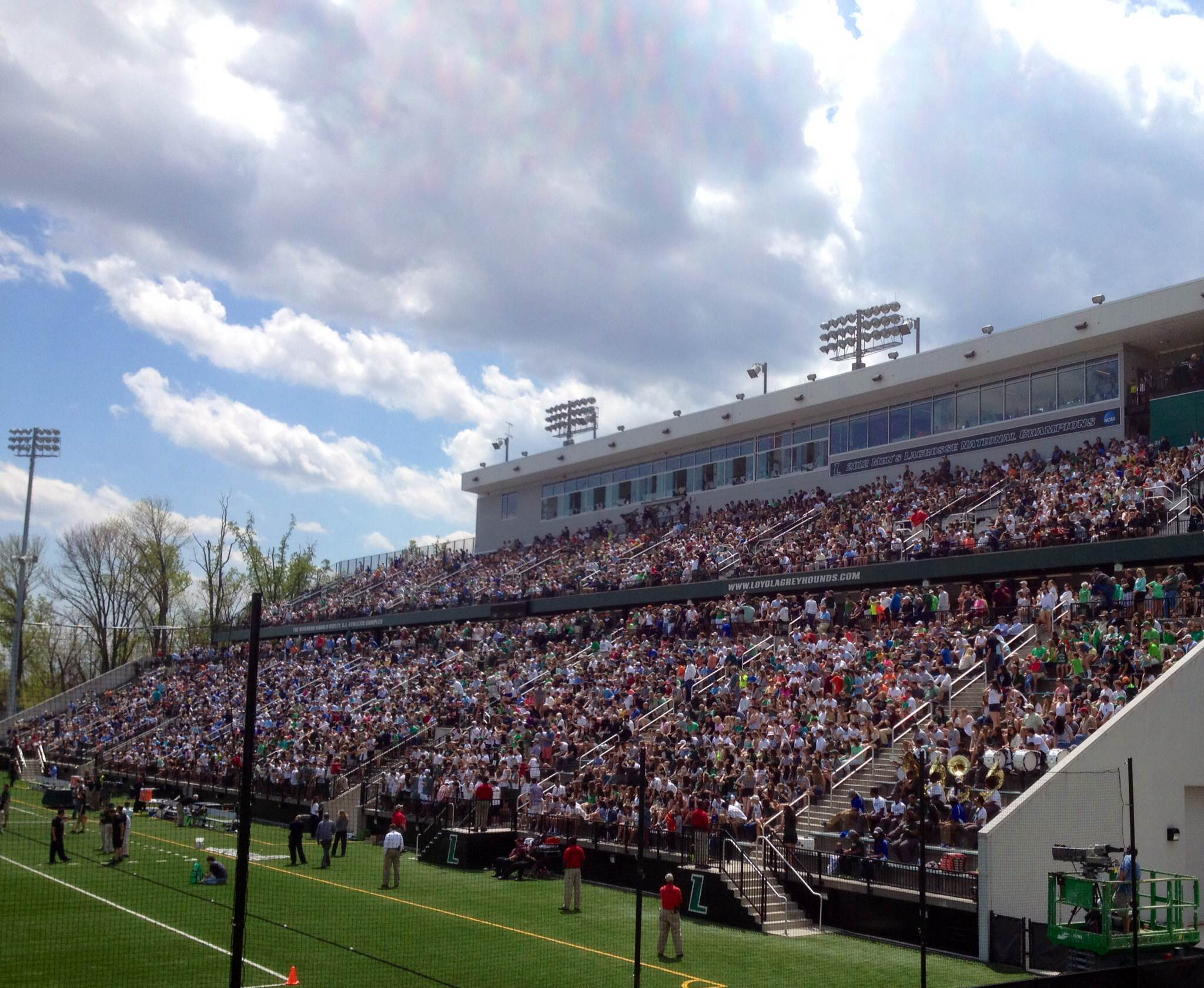
Спортивний комплекс Рідлі

Лойола має 17 команд університетського рівня та 22 клубні команди. Спортивні команди університету беруть участь у змаганнях NCAA Division I. Усі команди стали членами Patriot League з 1 липня 2013 року. До цього всі, крім двох, змагалися в Metro Atlantic Athletic Conference (MAAC) з 1989 по 2013 рік. Винятками були чоловіча команда з лакросу, що змагалася в ECAC Lacrosse League, та жіноча команда, що виступала в Big East Conference. Чоловіча команда з лакросу виграла національний чемпіонат NCAA Division I у 2012 році.

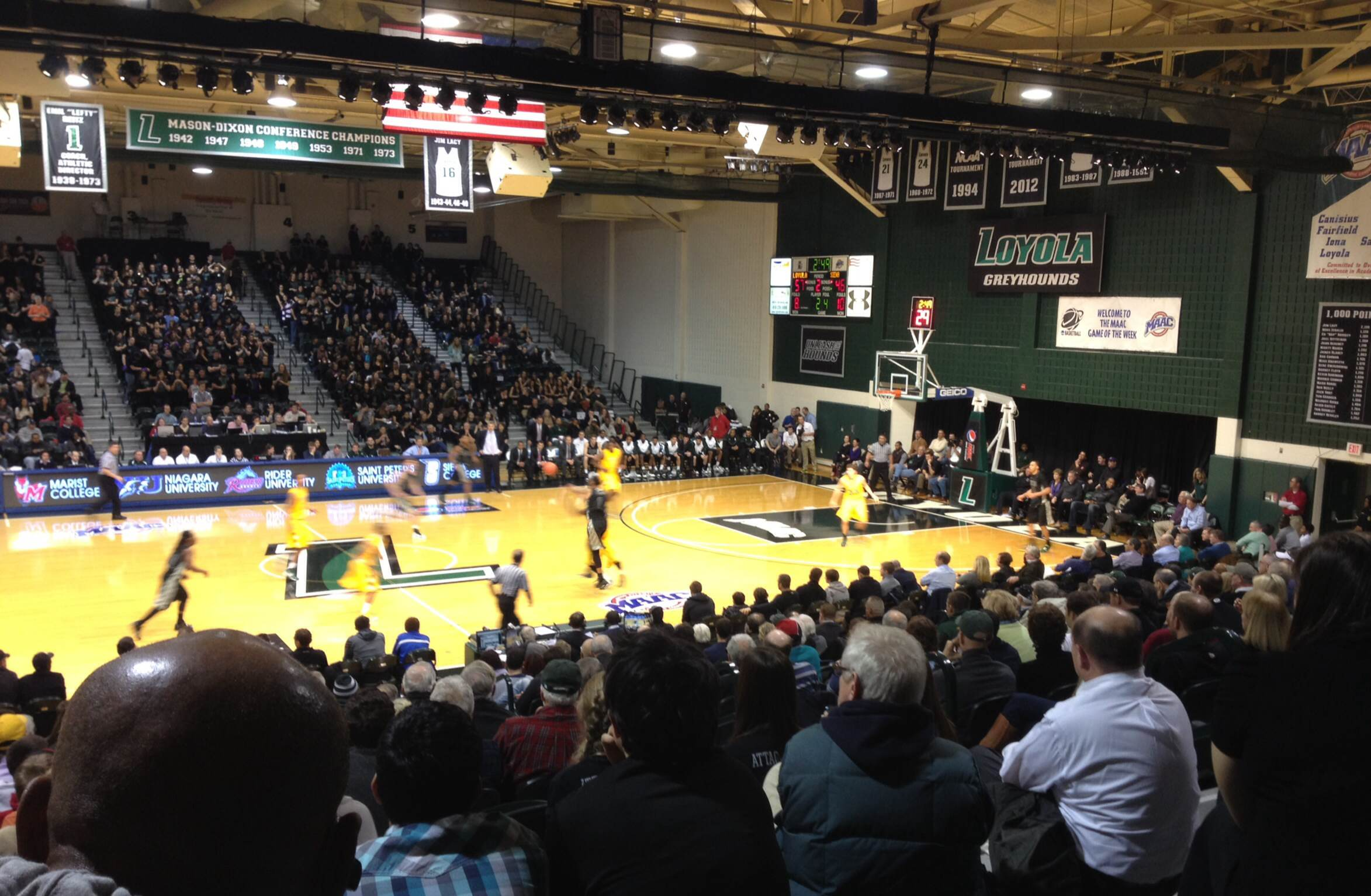
Reitz Arena

Чоловіча футбольна команда також має значні досягнення, включаючи перемогу в національному чемпіонаті NCAA Division II у 1976 році та участь у численних турнірах Division I. У 2021 році команда виграла титул чемпіона Patriot League і змагалася в турнірі NCAA проти університету Північної Кароліни.
Філіп Шольц, паралімпієць, є вихованцем чоловічої команди університету з плавання. Шольц сліпий і володіє різними рекордами з паралімпійського плавання.[1] Джо Уайз, паралімпієць, колишній студент (2011-2015) і член чоловічої команди з плавання університету Лойоли. Уайз проживає в Остіні, штат Техас. Уайз брав участь у Паралімпійських іграх у Пекіні 2008 року та Паралімпійських іграх у Лондоні 2012 року. Йому належить кілька рекордів з плавання в США. Кеті Хофф, олімпійська медалістка, тренувала плавання в Лойолі та відвідувала уроки в школі, перш ніж залишити Балтімор і жити у Фуллертоні, Каліфорнія.[2][3] Бреннан Морріс, член національної збірної США, також є рекордсменом у складі команди з плавання.[4]    00
.
Баскетбольна команда Лойоли в Меріленді під керівництвом Тавараса Гарді та присутності на майданчику Санті Алдами вивела їх до гри Чемпіонату Патріотичної ліги після того, як фінішувала 9-м у регулярному сезоні. Санті Алдама набрав 33 очки у півфіналі Патріотичної ліги проти Армії, у грі, де Лойола набрав 67 очок. У своїй першій грі вони також обіграли топ-рейтингу Navy на чолі з Едом Дечеллісом, який на той час був непереможним у Патріотичній лізі того сезону. Це був найвидатніший відрізок баскетболу Лойоли з моменту вступу в Патріотичну Лігу.
Чоловіча та жіноча команди Лойоли з регбі досягли національних рейтингів, працюючи за унікальною моделлю, за якою чоловічі та жіночі команди спільно використовують ресурси, включаючи Меморіальне поле Шона Лугано, повітряний купол, придатний для гри в будь-яку погоду.
https://www.urugby.com/urugby-news/loyola-university-maryland-announces-addition-womens-7s-rugby-program

## Помітний факультет
- Келлі ДеВріс[en], професор історії, є відомим експертом у галузі медієвістики та зброї та неодноразово виступала для коментарів на The History Channel . [20]
- Діана Шауб,[en] професор політології Університету Лойоли в Меріленді. Шауб отримала ступінь доктора філософії. з Університету Чикаго. Вона викладає та пише з широкого кола питань політичної філософії та американської політичної думки.
- Карсоня «Кей» Вайз Вайтхед[en] — американський педагог, письменник, радіоведуча, спікер і режисер документальних фільмів. Вона є директором-засновником Інституту раси, миру та соціальної справедливості Карсона [21] в Університеті Лойоли в Меріленді та є доцентом комунікації та африканських та афроамериканських досліджень.
- Роберт Дж. Вікс[en], професор пастирського консультування; провідний письменник про перетин духовності та психології; лауреат папської медалі Pro Ecclesia et Pontifice .

## Видатні випускники
Лойола налічує близько 70 тисяч випускників у всьому світі. Серед відомих випускників: Марк Бовден, фіналіст Національної книжкової премії 1999 року за книгу "Вниз чорного яструба"; Том Кленсі, автор бестселерів про Джека Райана; Майкл Д. Гріффін, колишній адміністратор NASA; Гаррі Маркополос, фінансовий слідчий, який викрив схему Берні Медоффа; Джим Маккей, колишній 12-разовий лауреат премії "Еммі" та ведучий Wide World of Sports на ABC; Джеррі Парр, колишній спеціальний агент Секретної служби США в Білому домі; Санті Алдама, гравець "Мемфіс Гріззліс"; та Герберт О'Конор, 51-й губернатор Меріленду.

## Зовнішні посилання
- Офіційний сайт
- Loyola Maryland Athletics website